# Холодков, Николай Дмитриевич
Николай Дмитриевич Холодков (1906—1974) — советский государственный и хозяйственный деятель.
С 15-летнего возраста работал в различных организациях в Красноярске. Окончил рабфак (1930) и инженерные курсы ж/д транспорта в Ленинграде (1933).
В 1933—1937 на Калужском машиностроительном заводе НКПС: начальник цеха, главный механик, начальник планово- производственного отдела.
С февраля 1942 года начальник (директор) Калужского машиностроительного завода НКПС/МПС.
С сентября 1952 по 1959 председатель Калужского горисполкома.
С 1959 г. начальник Калужского областного управления местной промышленности.
Награждён орденом Ленина (1945), медалями «За оборону Москвы», «За доблестный труд в Великой Отечественной войне».
Похоронен на Пятницком кладбище в Калуге.